# Lahav
Lahav (hebrejsky לַהַב, doslova „Čepel“, v oficiálním přepisu do angličtiny Lahav) je vesnice typu kibuc v Izraeli, v Jižním distriktu, v Oblastní radě Bnej Šim'on.

## Geografie
Leží v nadmořské výšce 455 metrů na pomezí severní části pouště Negev a jižního okraje Judských hor respektive jejich části, která je nazývána Hebronské hory (Har Chevron). Jde o aridní oblast, která jen v některých lokalitách v okolí kibucu má díky trvalému zavlažování ráz zemědělsky využívané oázy. Západně od vesnice byl vysázen les Lahav. Krajina má zvlněný reliéf, kterým prostupují četná vádí. Severně od kibucu pramení vádí Nachal Šikma. Kibuc je situován na úpatí kopce Tel Chalif.
Obec se nachází 43 kilometrů od břehu Středozemního moře, cca 78 kilometrů jihojihovýchodně od centra Tel Avivu, cca 56 kilometrů jihozápadně od historického jádra Jeruzalému a 16 kilometrů severoseverovýchodně od města Beerševa. Lahav obývají Židé, přičemž osídlení v tomto regionu je etnicky převážně židovské. Vesnice ovšem leží jen 2 kilometry od Zelené linie oddělující Izrael v jeho mezinárodně uznávaných hranicích od Západního břehu Jordánu s převážně arabskou (palestinskou) populací. Počátkem 21. století byla obec zahrnuta do projektu Izraelské bezpečnostní bariéry oddělující fyzicky palestinské oblasti na Západním břehu Jordánu od vlastního Izraele. Dle stavu z roku 2008 již byl přilehlý úsek bariéry zbudován. Probíhá víceméně podél Zelené linie. Další arabské osídlení se nachází ve vlastním Izraeli a jde o beduínské osady (například Lakija 6 kilometrů jižně odtud).
Lahav je na dopravní síť napojen pomocí lokální silnice 358.

## Dějiny
Lahav byl založen v roce 1952. Zakladateli byla skupina členů polovojenských jednotek Nachal, kteří této lokalitě dali přednost před zvažovanou výstavbou osady v Galileji, protože osidlování Negevu považovali za důležitější. Později byla vesnice proměněna na ryze civilní sídlo. Zpočátku se nazývala Ciklag (צקלג), podle biblického města Siklag, které je v tomto regionu připomínáno v Knize Jozue 15,31 Nynější jméno kibucu odkazuje na název zakladatelské skupiny členů jednotek Nachal.
Místní ekonomika je založena na zemědělství včetně agronomické výzkumné stanice a průmyslu (firma Dolav na plastové výrobky). V kibucu funguje zdravotní středisko, mateřská škola, plavecký bazén, sportovní areály a obchod se smíšeným zbožím. Vesnice zahájila první fázi stavební expanze, která sestává z 28 pozemků nabízených
pro výstavbu rodinného domu. Výhledově se počítá i s druhou fází, která by měla zahrnout 130 dalších stavebních parcel.

## Demografie
Obyvatelstvo kibucu je sekulární. Podle údajů z roku 2014 tvořili naprostou většinu obyvatel v Lahav Židé (včetně statistické kategorie "ostatní", která zahrnuje nearabské obyvatele židovského původu ale bez formální příslušnosti k židovskému náboženství).
Jde o menší obec vesnického typu s dlouhodobě stagnující populací. K 31. prosinci 2014 zde žilo 473 lidí. Během roku 2014 populace stoupla o 3,3 %.
| Rok            | 1961 | 1972 | 1983 | 1995 | 2001 | 2003 | 2004 | 2005 | 2006 | 2007 | 2008 | 2009 | 2010 | 2011 | 2012 | 2013 | 2014 |
| -------------- | ---- | ---- | ---- | ---- | ---- | ---- | ---- | ---- | ---- | ---- | ---- | ---- | ---- | ---- | ---- | ---- | ---- |
| Počet obyvatel | 124  | 222  | 395  | 400  | 374  | 394  | 393  | 394  | 384  | 390  | 391  | 363  | 396  | 420  | 452  | 458  | 473  |